# Giacomo Bertagnolli
Pour les articles homonymes, voir Bertagnolli.
Giacomo Bertagnolli est un skieur handisport italien, né le 18 janvier 1999.

## Palmarès

### Jeux paralympiques
| Épreuve / Édition | Pyeongchang 2018 | Pékin 2022 |
| ----------------- | ---------------- | ---------- |
| Descente          | Bronze           |            |
| Super-G           | Argent           | Argent     |
| Slalom géant      | Or               |            |
| Slalom            | Or               |            |
| Super combiné     | DNF              | Or         |